# Super Junior-T
Super Junior-Trot (Corea: 슈퍼 주니어 - 트로트), oficialmente conocido como Super Junior-T (Corea: 슈퍼 주니어 - 티), es el segundo subgrupo oficial de Super Junior. Son el primer grupo ídolo conocido por cantar musica trot, un antiguo estilo de música coreana. Super Junior-T contiene seis miembros de Super Junior, Leeteuk (el líder), Heechul, Kangin, Shindong, Sungmin, y Eunhyuk.
Publicaron un sencillo en el corto lapso de su carrera antes de anunciarse su pausa en 2008. El sencillo "Rokugo" es el decimosexto gran éxito de ventas de Corea y el número uno de gran éxito de ventas solo en el 2007, según Music Industry Association of Korea. En noviembre de 2008, el subgrupo regresó con un debut en la industria de la música japonesa , con la liberación de la versión japonesa de "Rokugo".

## Historia

### Predebut
Lee Soo Man (presidente de SM )se dio cuenta de que la tendencia de la música trot estaba muriendo, El decidió revivir el estilo mediante la producción de una banda ídolo que cantara este género. Tres meses antes de su debut oficial Super Junior-T interpretó "Don't Go Away" en el M.NET KM Music Festival el 25 de noviembre de 2006 con Donghae de Super Junior.

### 2007: El éxito comercial
A principios de febrero, SM Entertainment hizo el anuncio oficial de Super Junior-T el segundo subgrupo de Super Junior . El grupo lanzó su sencillo debut "Rokugo" el 23 de febrero de 2007 y el 25 de febrero de 2007 ellos debutaron oficialmente , en la SBS Popular Songs , interpretando "Rokugo" y "First Express" con el famoso cantante de trot Bang Shilyi. El debut se ha caracterizado también como el regreso de Heechul después de su lesión en el accidente automovilístico que ocurrió en agosto de 2006.
"Rokugo" Encabezó las listas de música tres días después de su liberación. Dos meses más tarde, el sencillo encabezaba las lista de música de Tailandia y estaciones de radios, permaneció en la misma posición durante varias semanas. A finales de 2007, vendió casi 46.000 de copias y fue Corea gue el sencillo más vendido del año.
Dos meses después, Leeteuk, Shindong y Eunhyuk resultaron heridos en un accidente automovilístico , y todos los horarios de Super Junior-T fueron completamente cancelados por dos meses.

### 2008: Tours de rendimiento y Japón
El 29 de abril de 2008, se anunció que Super Junior-T podría hacer una reaparición a finales de año con su segundo sencillo. Sin embargo, Super Junior-Happy el cuarto subgrupo de Super Junior debutó en su lugar. Sin embargo, Super Junior-T permaneció activamente durante todo el año, ya que todavía figuran como un grupo en el tours Super Show de Super Junior, y otras funciones similares.
El 5 de noviembre del 2008, Super Junior-T relanzó "Rokugo", llamado ahora "ROCK & GO", en Japón. La presentación de este proyecto a dúo con las comediantes japonesas Moe - Yan. El sencillo debutó en puesto # 19 de los Oricon Daily Charts , y paso al número # 2, tres días después. Super Junior-T y Moeyan dieron dos mini conciertos en la fecha del lanzamiento igual para promover el sencillo.

## Objetivos musicales
Su estilo incluye melodías del k-pop y también el rap realizado por Shindong, Eunhyuk, y a veces Heechul. El objetivo de Super Junior-T es introducir a la audiencia joven el estilo tradicional de la música de Corea.

## Imagen
Super Junior-T es conocida por sus parodias como la corta miniserie Palace T, una parodia de la popular serie Princess Hours.

## Discografía

### Sencillos
| # | Título                 | Fecha de Lanzamiento |
| - | ---------------------- | -------------------- |
| 1 | «Rokuko»               | 2007-02-23           |
| 2 | «ROCK&GO» feat. Moeyan | 2008-11-05           |
| 3 | «Tok Tok Tok Knocking» | 2010                 |

### Vídeos
- Super Junior T - Rokuko
- Super Junior T - Rokuko "ROCK&GO" Versión Japonesa
- http://www.youtube.com/watch?v=YCrheeBzbic&feature=player_embedded#! - "Knocking"

## Variety shows
| Título                      | Fecha                           | Canal |
| --------------------------- | ------------------------------- | ----- |
| KM Idol World – 아이돌 월드 | 5 de mayo – 30 de junio de 2007 | M.net |

## Fotos
- Foto Álbum de Juper Junior T (enlace roto disponible en Internet Archive; véase el historial, la primera versión y la última).
- Foto de Super Junior T Rokuko Japón
- Foto Super Junior T

## Páginas oficiales
- Página oficial de Super Junior Archivado el 8 de noviembre de 2017 en Wayback Machine.
- Página oficial de Super Junior T
- SM Entertarinmet

- Datos: Q2625142